# Остров Рожнова
Остров Рожнова, также Гиббс (англ. Gibbs Island) — небольшой остров архипелага Южные Шетландские острова примерно в 20 километрах к юго-западу от острова Мордвинова (Элефант).

## География
Отделён от острова Мордвинова проливом Лопер (англ. Loper Channel). Размеры острова около 13 км в длину и 2 км в ширину. Высшая точка — 520 метров над уровнем моря.

## История
В 1821 году в ходе первой русской антарктической экспедиции Ф. Беллинсгаузена получил название остров Рожнова в честь адмирала Петра Рожнова. С момента открытия Южных Шетландских островов был хорошо известен промысловикам и носил разные названия. Название Гиббс впервые появляется на карте Джеймса Уэддэлла 1825 года, и в настоящее время используется в международной картографии.